# Attonitus ephimeros
Attonitus ephimeros är en fiskart som beskrevs av Richard P. Vari och Ortega 2000. Attonitus ephimeros ingår i släktet Attonitus och familjen Characidae. Inga underarter finns listade.